# دبليو. جي. دوران
دبليو. جي. دوران هو سياسي أمريكي، ولد في 30 مايو 1886 في سانت لويس في الولايات المتحدة، وتوفي في 28 فبراير 1949. نشط حزبياً في الحزب الديمقراطي. وقد انتخب عضو مجلس ولاية ميزوري ‏.